# Rio Gurinhenzinho
O rio Gurinhenzinho é um rio brasileiro que banha a Microrregião de Itabaiana no agreste do estado da Paraíba. É o principal afluente do rio Gurinhém.